# 계단식 우물

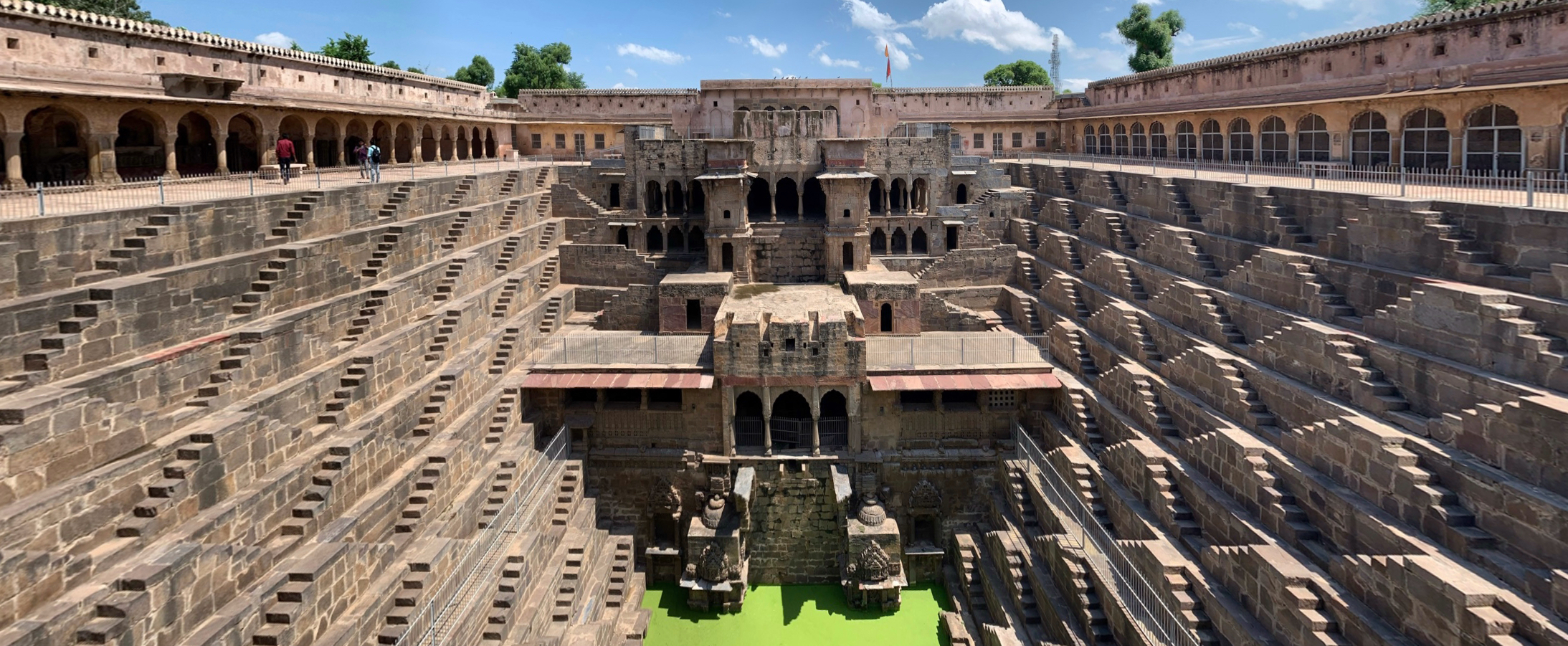
반디쿠이 근처 아바네리 마을에 있는 찬드 바오리는 인도에서 가장 깊고 큰 계단식 우물 중 하나이다.

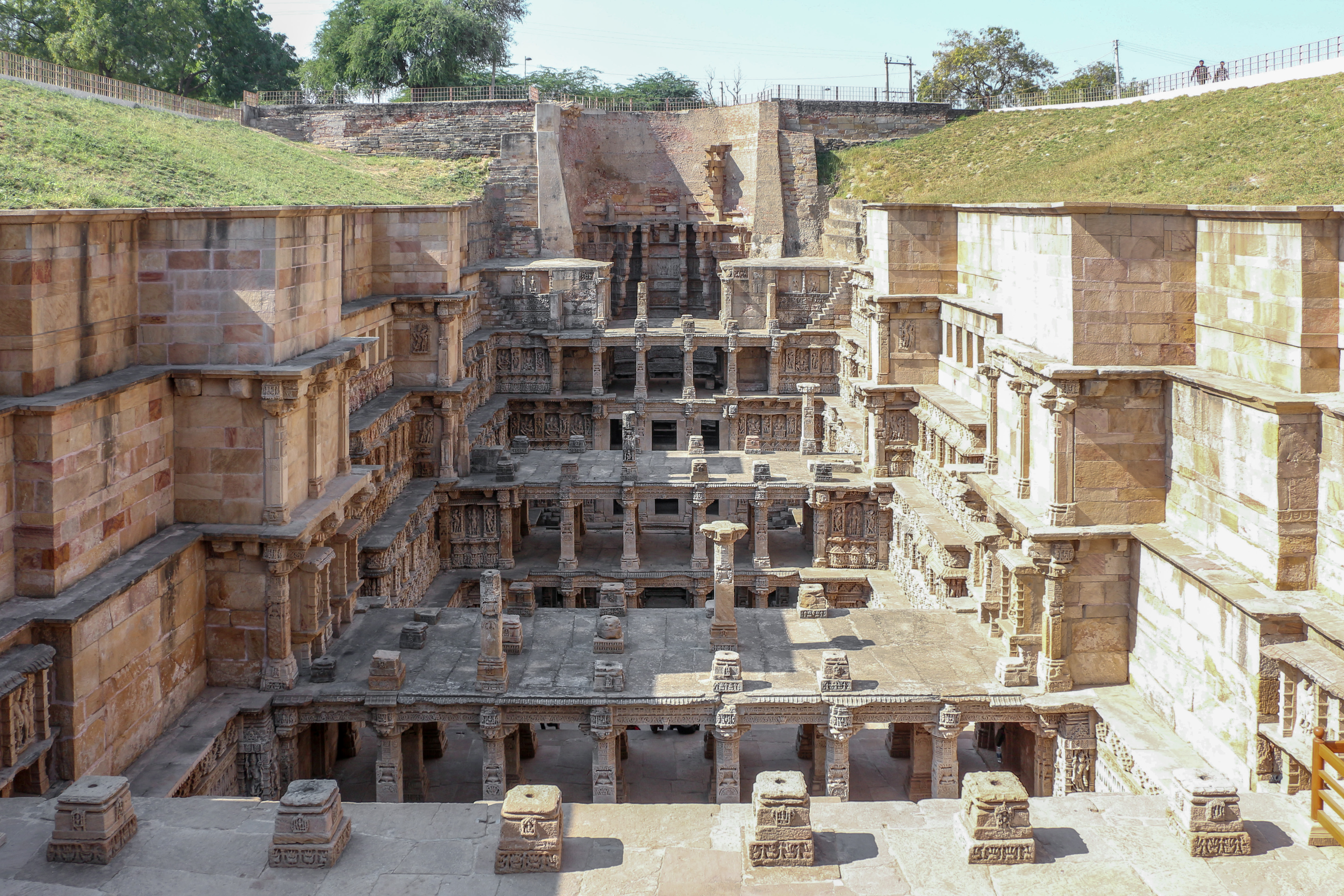
구자라트주 파탄에 있는 라니 키 바브

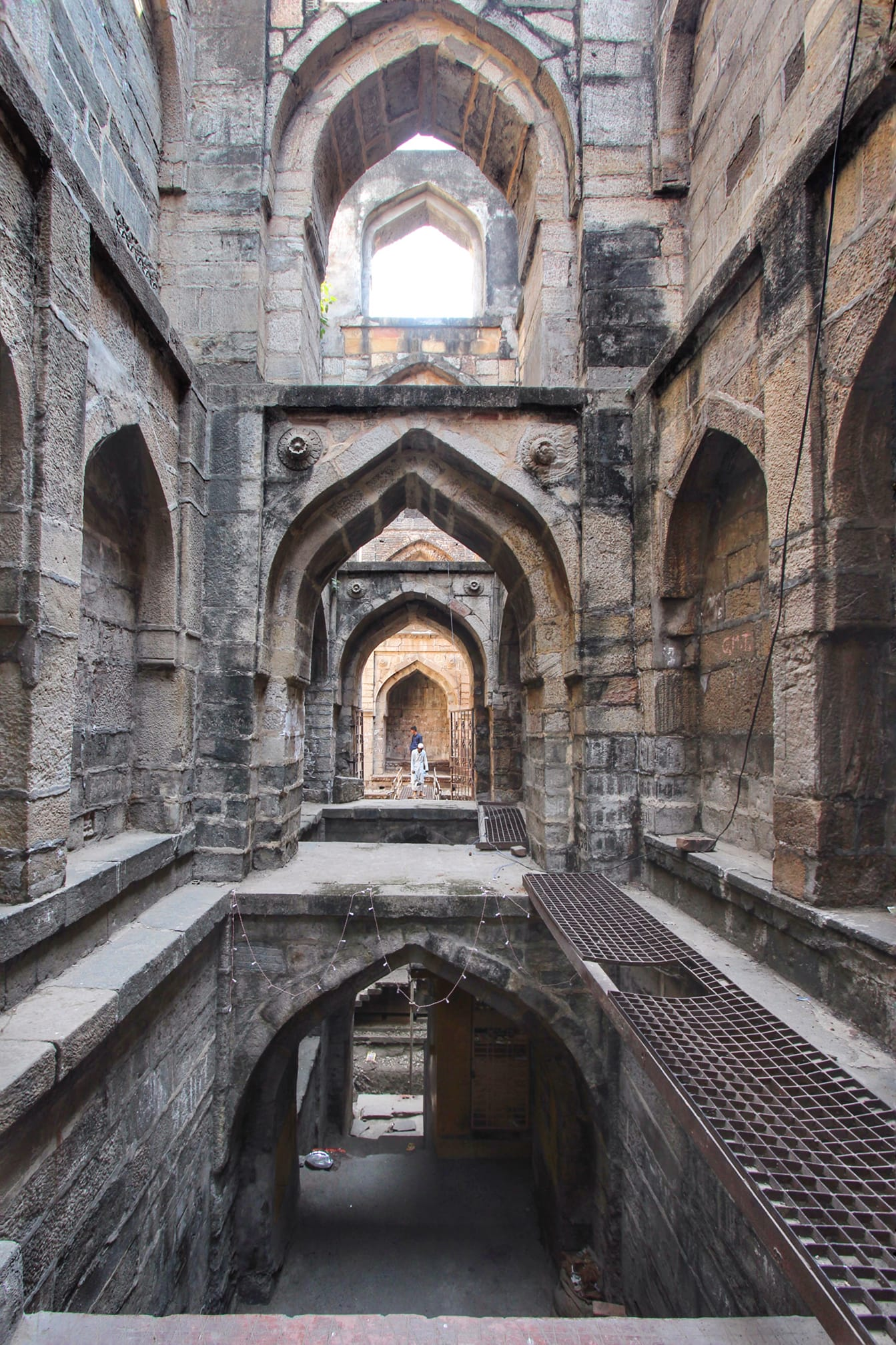
마하라슈트라주 암라바티 지구 마히마푸르 마을에 있는 다층 계단식 우물

계단식 우물(vav 또는 baori라고도 알려짐)은 수면까지 내려가는 긴 계단 통로가 있는 우물, 저수조 또는 연못이다. 계단식 우물은 7세기부터 19세기까지 서인도에서 지하 건축을 정의하는 데 중요한 역할을 했다. 일부 계단식 우물은 다층으로 되어 있으며, 황소가 끄는 페르시아 물레를 통해 1층 또는 2층으로 물을 끌어올릴 수 있다. 이들은 서부 인도에서 가장 흔하며, 파키스탄을 포함한 인도 아대륙의 다른 건조한 지역에서도 발견된다. 계단식 우물의 건설은 주로 공리주의적이지만, 건축적으로 중요한 장식을 포함하거나 사원 연못으로 사용될 수도 있다.
계단식 우물은 주로 물의 계절적 가용성 변동에 대처하기 위해 인도에서 개발된 다양한 유형의 저장 및 관개 시설의 예이다. 계단식 우물과 연못 및 우물 사이의 기본적인 차이점은 계단식 우물이 사람들이 지하수에 더 쉽게 접근하고 우물을 유지 및 관리할 수 있도록 해준다는 점이다.

## 기본 건축

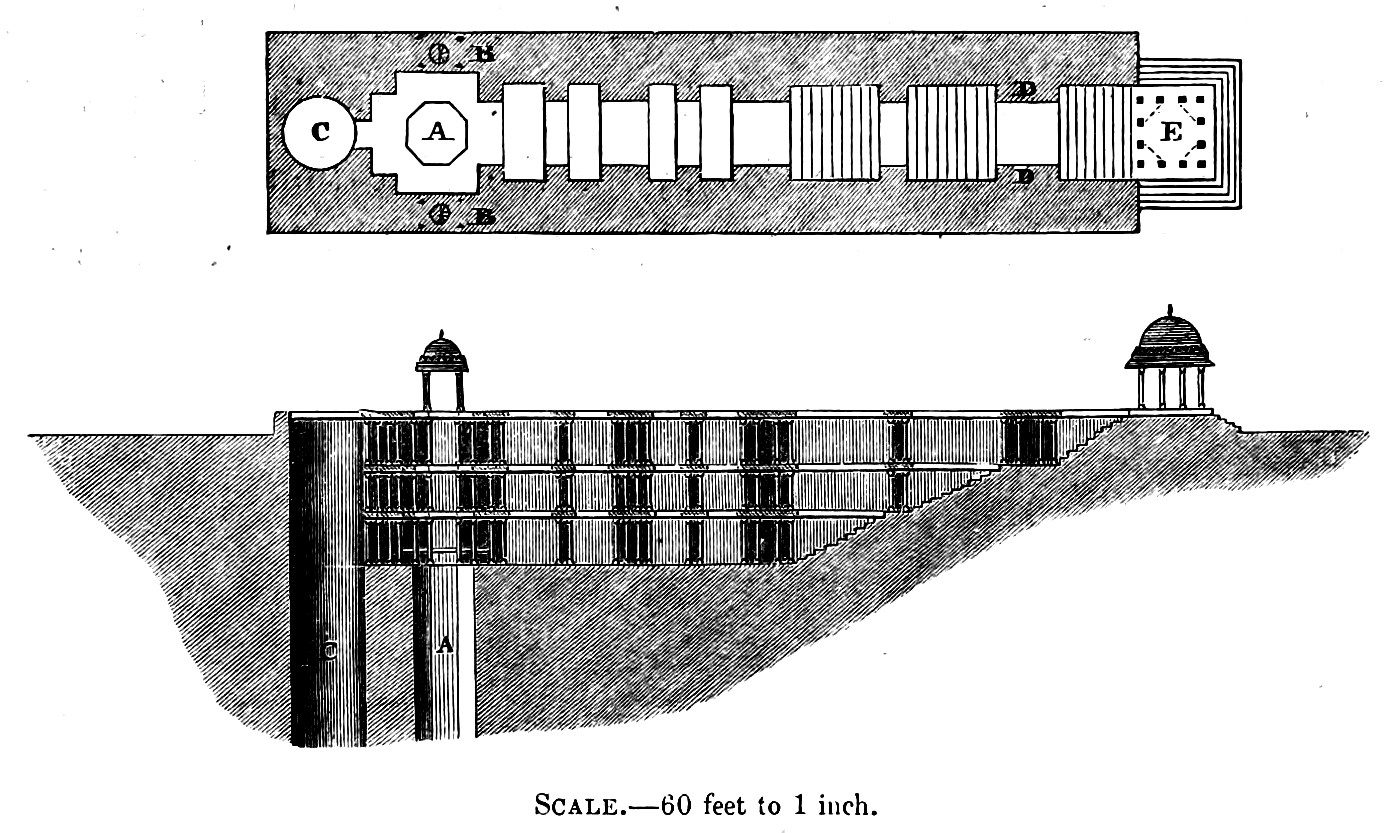
인도 구자라트주 다다 하리르 계단식 우물 계획도

건축업자들은 연중 내내 믿을 수 있는 지하수를 얻기 위해 땅속 깊이 참호를 팠다. 그들은 이 참호의 벽을 모르타르 없이 돌 블록으로 쌓아 올렸고, 물까지 이어지는 계단을 만들었다. 이는 도시 지역의 주택과 종종 관련된 중요한 장식 및 건축적 특징의 건설로 이어졌다. 또한 기념물로서의 생존을 보장했다.
계단식 우물 구조는 물을 길어 올리는 수직 통로와 우물로 접근하는 경사진 지하 통로 및 방과 계단으로 구성된 두 부분으로 이루어져 있다. 이 우물을 둘러싼 회랑과 방들은 종종 정교한 세부 장식으로 풍성하게 조각되어 더운 여름 동안 시원하고 조용한 피난처가 되었다.

## 이름
계단식 우물에는 여러 가지 고유한 이름이 있으며, 때로는 지역 이름이 사용된다. 힌디어권 지역에서는 바우디(바우디(라자스탄어: बावड़ी), 바우리, 바와리, 바오리, 바올리, 바바디, 바브디 포함)에 기반한 이름이 사용된다. 구자라트어와 마르와리어에서는 일반적으로 바브, 바브리 또는 바아브(구자라트어: વાવ)라고 불린다. 다른 이름으로는 칼리아니 또는 푸슈카라니(칸나다어), 바올리(힌디어: बावली), 바라브(마라티어: बारव) 및 데게나르(보지푸리어: 𑂙𑂵𑂏𑂲𑂢𑂰𑂩)가 있다.

## 역사

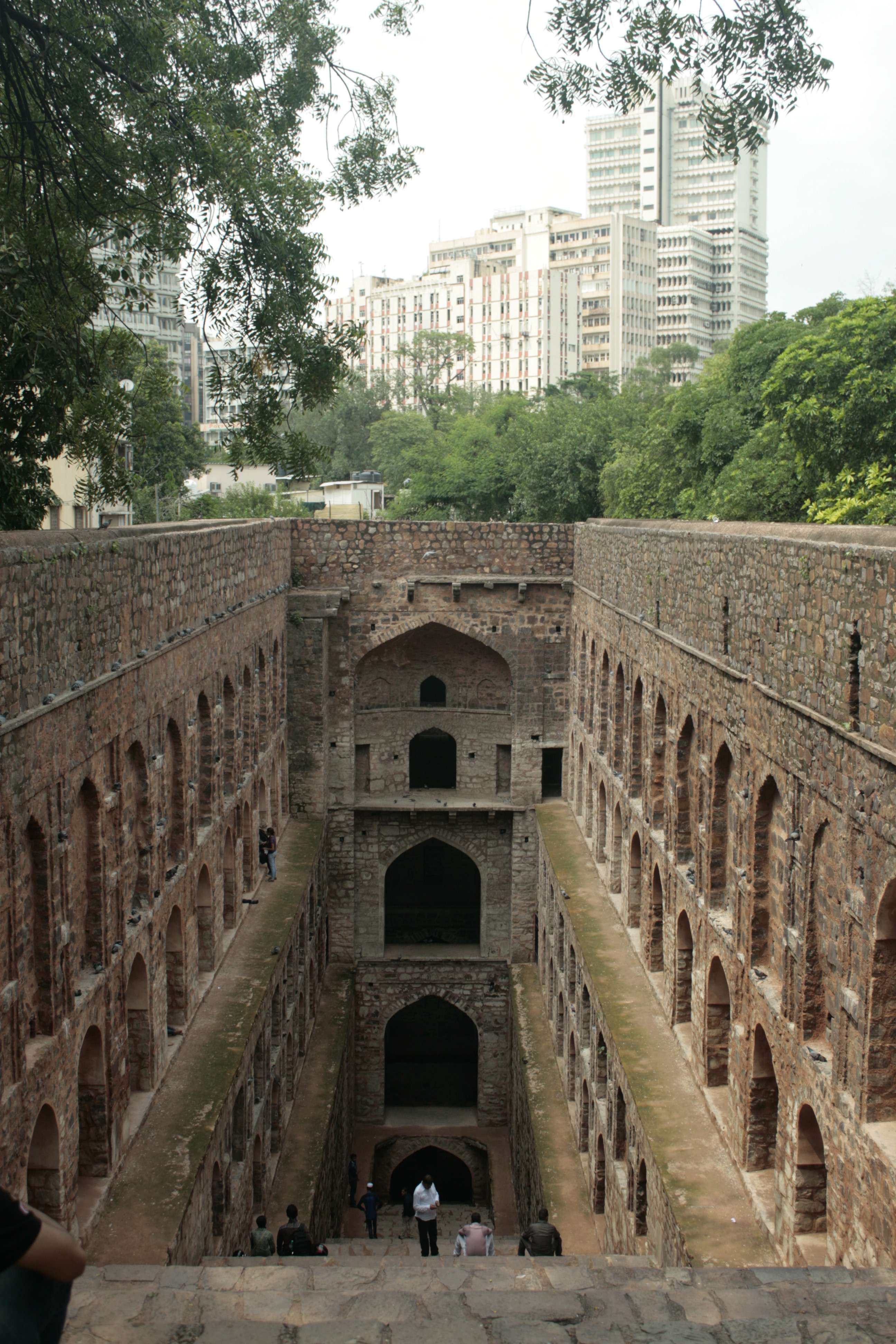
14세기에 재건된 뉴델리의 아그라센 키 바올리

계단식 우물은 가뭄 시기에 충분한 물 접근을 보장하기 위해 시작되었을 수 있다. 계단식 우물에 대한 가장 초기의 고고학적 증거는 돌라비라에서 발견되는데, 이 유적지에는 계단이 있는 물탱크나 저수지도 있다. 모헨조다로의 대욕장도 반대 방향으로 계단이 있다. 아소카의 칙령은 여행자의 편의를 위해 주요 인도 도로를 따라 8 코스(약 20.8마일 또는 33.5km)마다 계단식 우물을 건설했다고 언급하지만, 아소카는 이것이 그 이전에도 있었던 잘 확립된 관행이며 이전 왕들도 행했다고 말한다.
데바남프리야 프리야다르신 왕은 이와 같이 말한다. 나는 길가에 반얀나무를 심게 하여 가축과 사람들에게 그늘을 제공하게 하였고, 망고 숲을 심게 하였다. 그리고 8 코스 간격으로 우물을 파게 하였고, 물속으로 내려가는 계단을 만들게 하였다. 나는 이곳저곳에 수많은 식수대를 설치하게 하여 가축과 사람들이 즐기게 하였다. [그러나] 이러한 소위 즐거움은 [거의 중요하지 않다]. 왜냐하면 이전 왕들과 나 자신에 의해 사람들은 다양한 편의를 누렸기 때문이다. 그러나 나는 다음과 같은 목적을 위해 이를 행하였다: 그들이 도덕의 관행에 따르게 하기 위함이다.— 아소카 기둥 칙령 7호

인도에서 가장 초기의 바위 깎기 계단식 우물은 기원후 200년에서 400년 사이로 거슬러 올라간다. 계단을 통해 접근하는 욕조 형태의 연못의 가장 초기 예는 주나가드의 우페르코트 동굴에서 발견된다. 이 동굴들은 4세기로 거슬러 올라간다. 인근에 원형 계단이 있는 우물인 나브간 쿠보는 또 다른 예이다. 이 우물은 아마도 서부 사트라프 왕조(200-400 AD) 또는 마이트라카 왕조(600-700 AD) 시대에 지어졌을 가능성이 있지만, 일부는 11세기만큼 늦게 보기도 한다. 인근의 아디 카디 바브는 10세기 후반 또는 15세기에 건설되었다.
라지코트구의 단크에 있는 계단식 우물은 기원후 550~625년으로 거슬러 올라간다. 그 뒤를 이어 빈말(850~950년)의 계단식 연못이 있다. 계단식 우물은 기원후 약 600년경 구자라트 남서부 지역에서 건설되었으며, 그곳에서 북쪽으로 라자스탄으로, 이어서 인도 북부와 서부로 확산되었다. 처음에는 힌두교도들의 예술 형태로 사용되었지만, 이 계단식 우물의 건설은 11세기부터 16세기까지 이슬람 통치 기간에 절정에 달했다.
가장 초기의 현존하는 계단식 우물 중 하나는 11세기 구자라트에서 건설된 마타 바바니의 계단식 우물이다. 긴 계단이 동서축을 따라 위치한 다층 개방형 정자들을 지나 물 아래로 이어진다. 기둥, 브래킷, 보의 정교한 장식은 계단식 우물이 예술 형식으로 어떻게 사용되었는지를 보여주는 대표적인 예이다.
무굴 황제들은 이 계단식 우물에서 행해지던 문화를 방해하지 않았고, 계단식 우물 건설을 장려했다. 인도 제국 통치 당시 당국은 계단식 우물의 위생 상태가 좋지 않다고 판단하여 그 목적을 대체하기 위해 파이프와 펌프 시스템을 설치했다.

## 계단식 우물의 위치
계단식 우물은 일반적으로 두 곳에 위치하는데, 하나는 사원의 확장 또는 일부로, 다른 하나는 마을 외곽이다. 계단식 우물이 사원이나 성소와 관련이 있는 경우, 사원의 반대쪽 벽에 있거나 사원 앞에 있다. 파탄의 신드바이 마타 계단식 우물, 아마다바드의 마타 바바니 계단식 우물, 다바드의 안콜 마타 계단식 우물은 성소를 품은 계단식 우물의 훌륭한 예이다.

## 기능 및 용도
계단식 우물은 가뭄 기간 동안 물의 가용성을 보장한다. 계단식 우물은 사회적, 문화적, 종교적 중요성을 가졌다. 이 계단식 우물은 지진에도 견디며 잘 지어진 튼튼한 구조물로 입증되었다. 인도 대부분의 지역은 계절풍 시기에만 풍부한 민물이 있는데, 계단식 우물과 일반 우물은 땅을 통해 걸러진 민물에 직접 접근하는 중요한 수단으로 기능한다. 강, 개울, 시내 및 기타 자연 수역이 이 기후대에서 마르는 반면, 계단식 우물과 일반 우물은 햇빛과 열에 덜 노출되는 깊이에 물이 남아 있다. 현존하는 대부분의 계단식 우물은 원래 목욕, 옷 세탁, 농업, 동물 급수와 같은 기본적인 필요를 위한 주요 수원지 역할 외에 여가 목적으로 사용되었다. 계단식 우물은 또한 사교 모임과 종교 의식을 위한 장소로도 사용되었다. 보통 여성들이 물을 길었기 때문에 이 우물과 더 관련이 있었다. 또한, 우물의 여신에게 축복을 빌고 선물을 바치는 것도 그들이었다.
우물물은 곤충, 동물 및 기타 많은 세균 번식 유기체를 유인하는 것으로 알려져 있다. 이 계단식 우물은 지역 주민들이 자주 사용하는 공동 공간이었기 때문에 전염병과 질병을 퍼뜨리는 원인으로 간주되었다.

## 세부 사항
많은 계단식 우물은 힌두 사원만큼 정교한 장식과 세부 사항을 가지고 있다. 인도 건축의 다른 많은 구조물에서와 마찬가지로 인체와 관련된 비율이 설계에 사용되었다.

## 계단식 연못

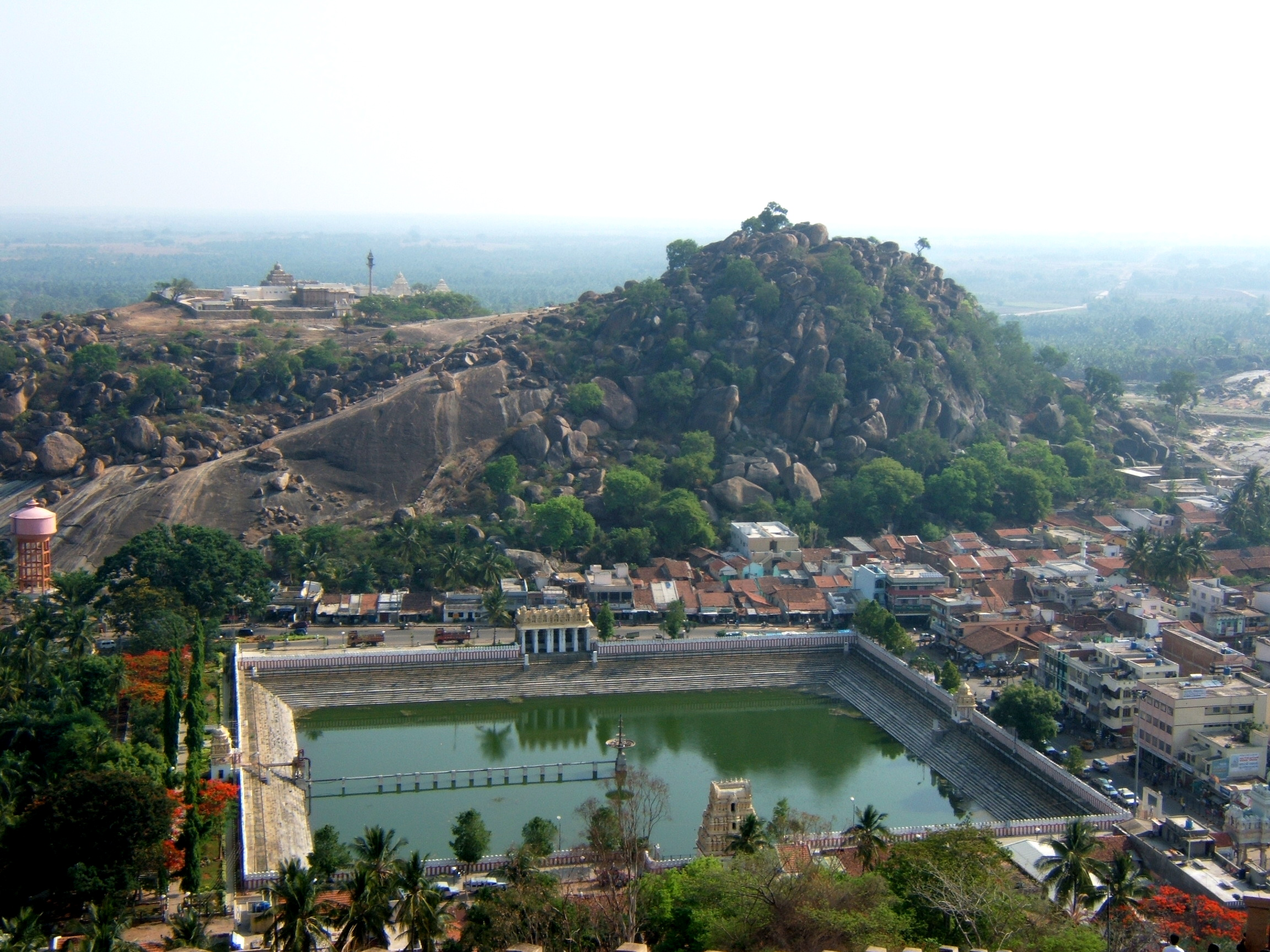
슈라바나벨라고라 계단식 연못, 카르나타카주

계단식 연못은 목적 면에서 계단식 우물과 매우 유사하다. 일반적으로 계단식 연못은 인근 사원에 동반되는 반면, 계단식 우물은 더 고립되어 있다. 계단식 우물은 어둡고 표면에서 거의 보이지 않는 반면, 계단식 연못은 햇빛으로 밝혀진다. 계단식 우물은 계단식 연못의 직사각형 모양에 비해 더 선형적인 디자인을 가지고 있다.

## 인도에서
인도에 현존하는 중요한 계단식 우물은 라자스탄주, 구자라트주, 델리, 마디아프라데시주, 마하라슈트라주, 카르나타카주 북부 등 인도 전역에서 찾아볼 수 있다. 2016년, 협업 지도 제작 프로젝트인 스텝웰 아틀라스는 GPS 좌표를 매핑하고 계단식 우물에 대한 정보를 수집하여 인도 내 2800개 이상의 계단식 우물을 지도화하기 시작했다. 또 다른 프로젝트는 마하라슈트라주에 있는 1700개 이상의 계단식 우물의 위치를 지도화했다.

### 델리 및 하리아나
비크람지트 싱 루프라이는 그의 저서 『델리 유산: 톱 10 바올리스』에서 델리에만 32개의 계단식 우물이 있다고 언급한다.
- 아그라센 키 바올리
- 메흐라우리의 바올리스
- 드와르카 바올리
- 라존 키 바올리

### 구자라트주
- 파탄 (구자라트주)의 라니 키 바브
- 간디나가르의 아달라지 계단식 우물
- 아마다바드의 다다 하리르 계단식 우물
- 나브간 쿠보
- 아디 카디 바브
- 바브디 (바브나가르구)의 바나라시 바브
- 모데라 바브

### 하리아나
- 구루그람구 파루크나가르의 바올리 가우스 알리 샤

### 카르나타카주
- 훌리케레의 칼리아니
- 카르나타카주의 보고 난디스와라 사원

### 케랄라
- 페랄라세리 스리 페랄라세리 사원[12]

### 마하라슈트라주
- 파르바니의 차르타나 계단식 우물
- 파르바니의 핑글리 계단식 우물
- 파르바니의 아르비 계단식 우물

### 라자스탄주
- 분디: 도시 내외에 60개가 넘는 바올리(계단식 우물)가 있다.
  - 분디의 라니지 키 바오리
  - 나가르 사가르 쿤드
- 자이푸르:
  - 자이푸르 근처 아바네리의 찬드 바오리
  - 아메르 (인도)의 판나 메나 카 쿤드
- 조드푸르
  - 비르카 바와리
- 님 카 타나
  - 님 카 타나-만돌리-케트리 고속도로를 따라 님 카 타나 북쪽 5km 지점 만돌리의 우도지 키 바오리

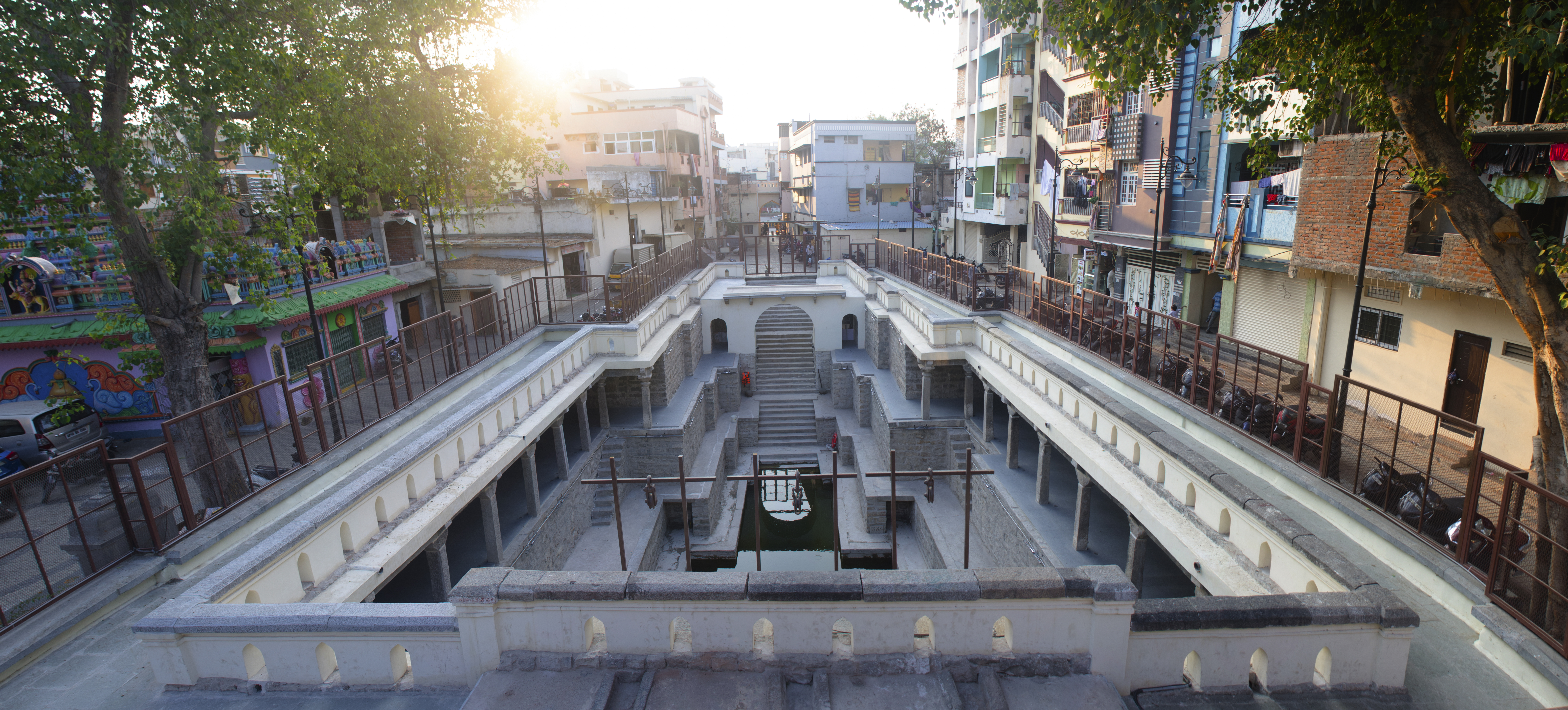
하이데라바드의 반시랄페트 계단식 우물

### 텔랑가나
- 반시랄페트 계단식 우물[13]
- 코루틀라 계단식 우물

### 우타르프라데시주
- 러크나우의 샤히 바올리

## 파키스탄에서

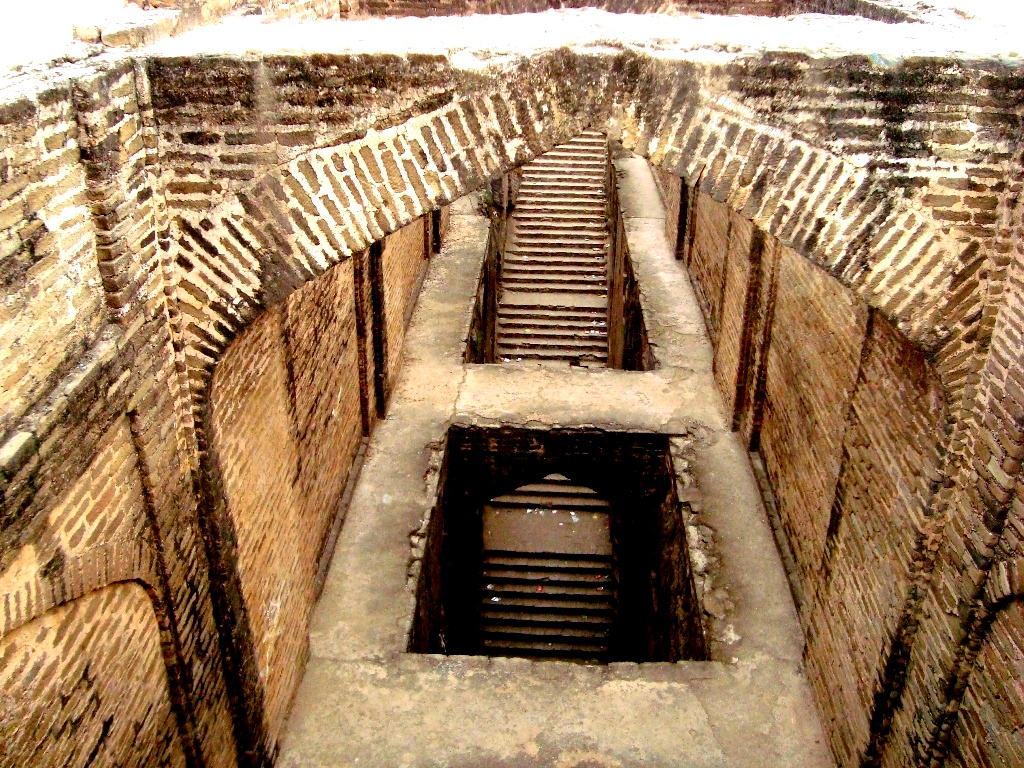
젤룸 근처 로타스 요새의 계단식 우물. 셰르 샤 수리 황제가 16세기에 석회암 기반암을 조각하여 건설한 것으로, 약 100피트 깊이이며, 원래는 두 배 깊이였으나 토사로 덮였다. 2019년까지 사용되었다.

무굴족 시대의 계단식 우물은 여전히 파키스탄에 존재한다. 일부는 보존된 상태인 반면 다른 일부는 그렇지 않다.
- 카리안의 바하르 왈리 바올리
- 젤룸 근처 로타스 요새
- 미안왈리 근처 완 바크란
- 이슬라마바드 근처 로사르 바올리
- 타타 근처 마클리 바올리

## 영향

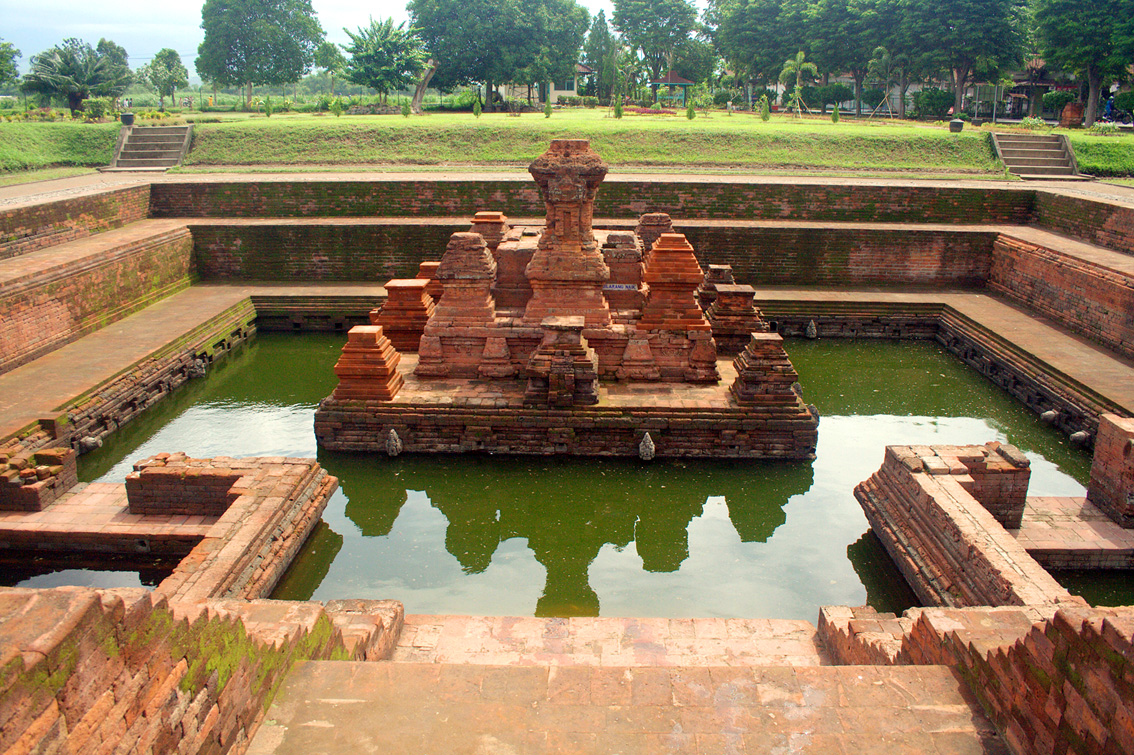
인도네시아 동자와 트로울란 고고학 공원, 마자파힛 제국 수도의 14세기 목욕탕 및 계단식 우물인 칸디 티쿠스

계단식 우물은 인도 건축의 다른 많은 구조물, 특히 디자인에 물을 통합한 건축물에 영향을 미쳤다. 예를 들어, 아그라의 아람 바그는 인도 최초의 무굴 정원이었다. 이 정원은 무굴 황제 바부르에 의해 설계되었으며, 물과 조경뿐만 아니라 디자인에 반사 연못을 포함하여 대칭을 통해 그의 낙원 개념을 반영했다. 그는 계단식 우물에서 영감을 받아 자신의 궁전 정원을 보완할 것이라고 생각했다. 다른 많은 무굴 정원에는 풍경을 향상시키거나 우아한 입구 역할을 하는 반사 연못이 포함되어 있다. 디자인에 물을 통합한 인도의 다른 주목할 만한 정원은 다음과 같다.
- 델리의 후마윤 묘지, 니자무딘 동부
- 타지마할, 아그라
- 메타브 바그, 아그라
- 사프다르중 묘
- 샬리마르 바그 (스리나가르), 잠무 카슈미르 (연방 직할지)
- 니샤트 정원, 잠무 카슈미르
- 야드빈드라 정원, 핀조레
- 쿠스로 바그, 알라하바드
- 로샤나라 바그

## 갤러리

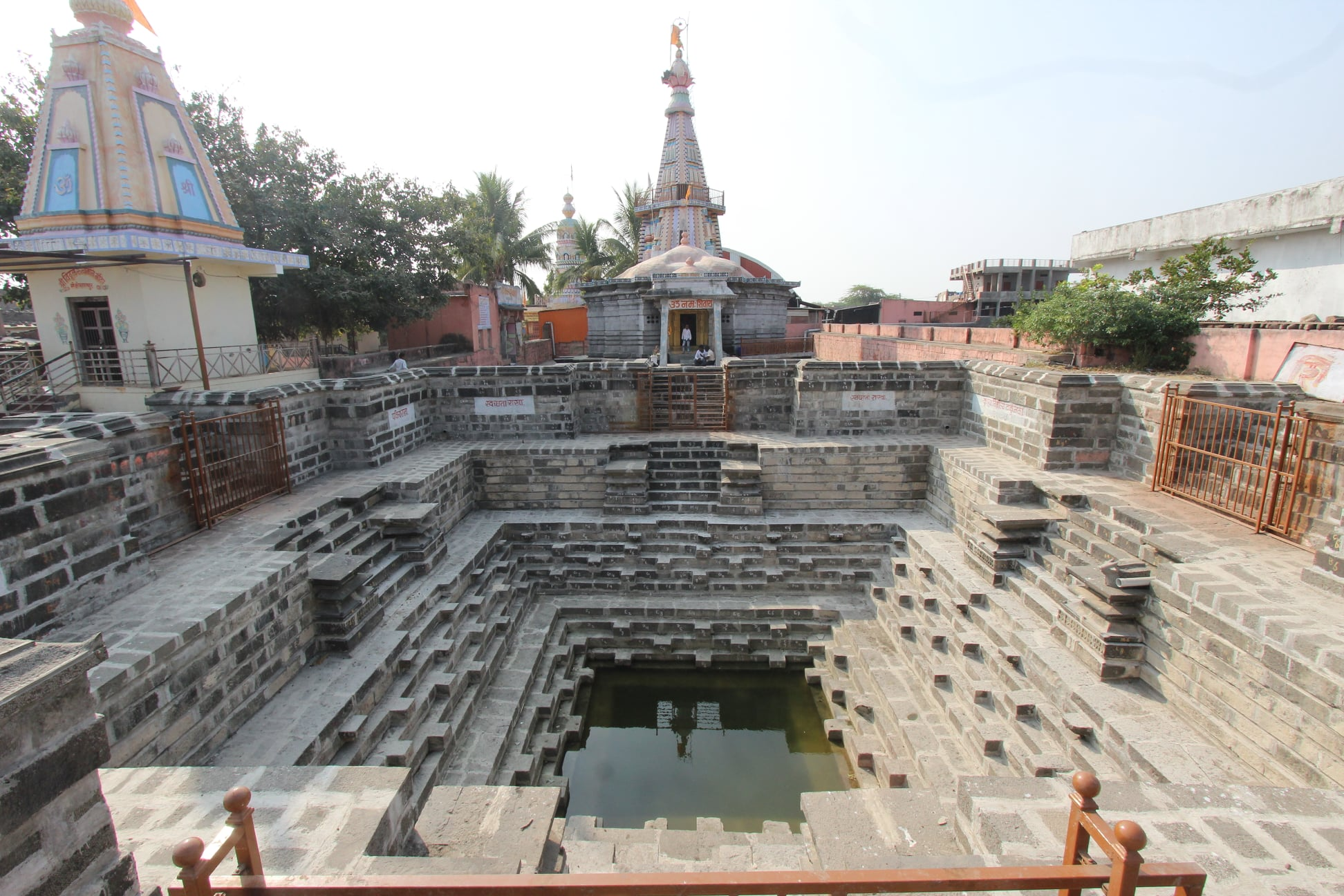
마하라슈트라주 파르바니구 하트누르 마을의 나그나트 만디르에 있는 거대한 계단식 우물
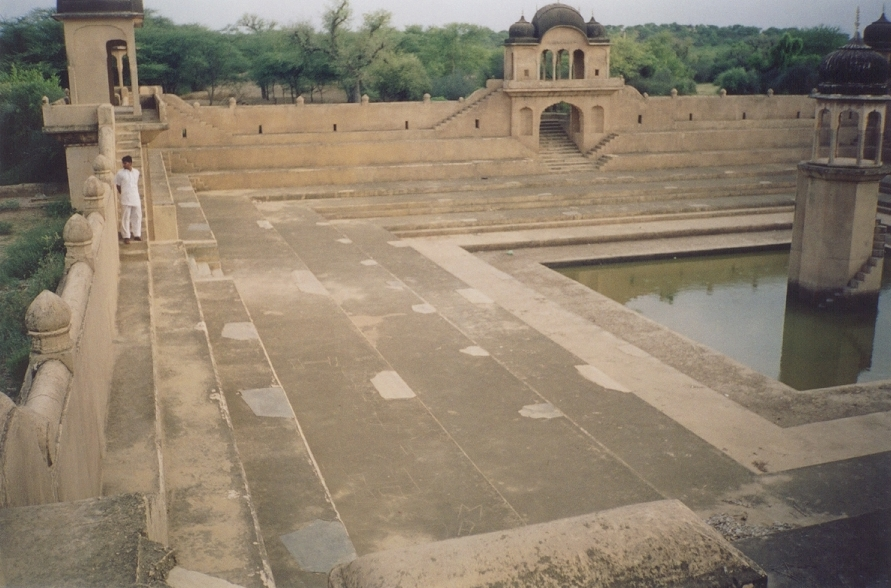
파테푸르에 있는 계단식 우물 전경
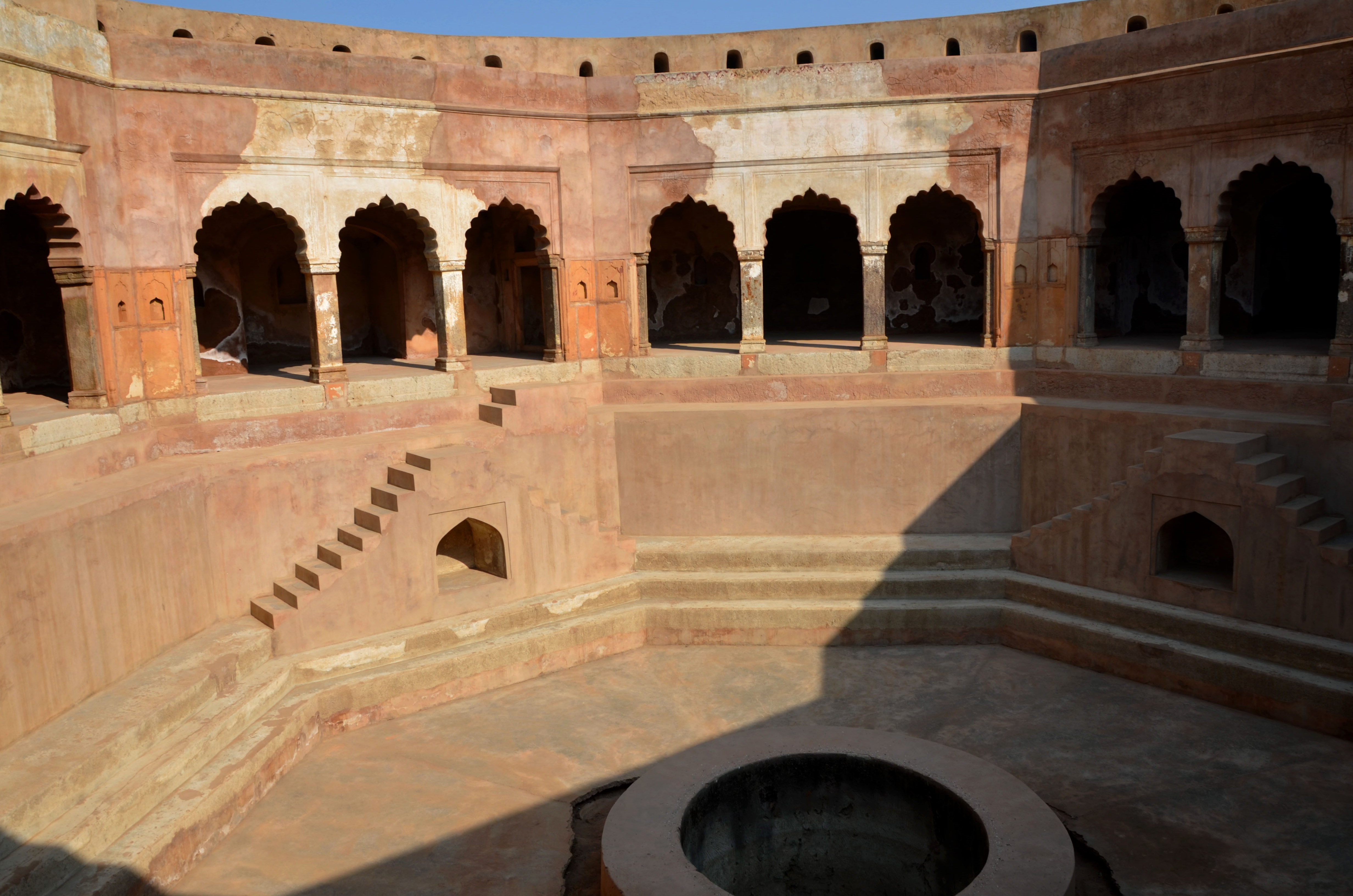
18세기 하리아나주 파루크나가르의 바올리 가우스 알리 샤
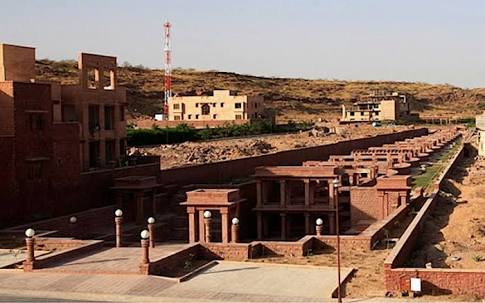
조드푸르의 계단식 우물 비르카 바와리
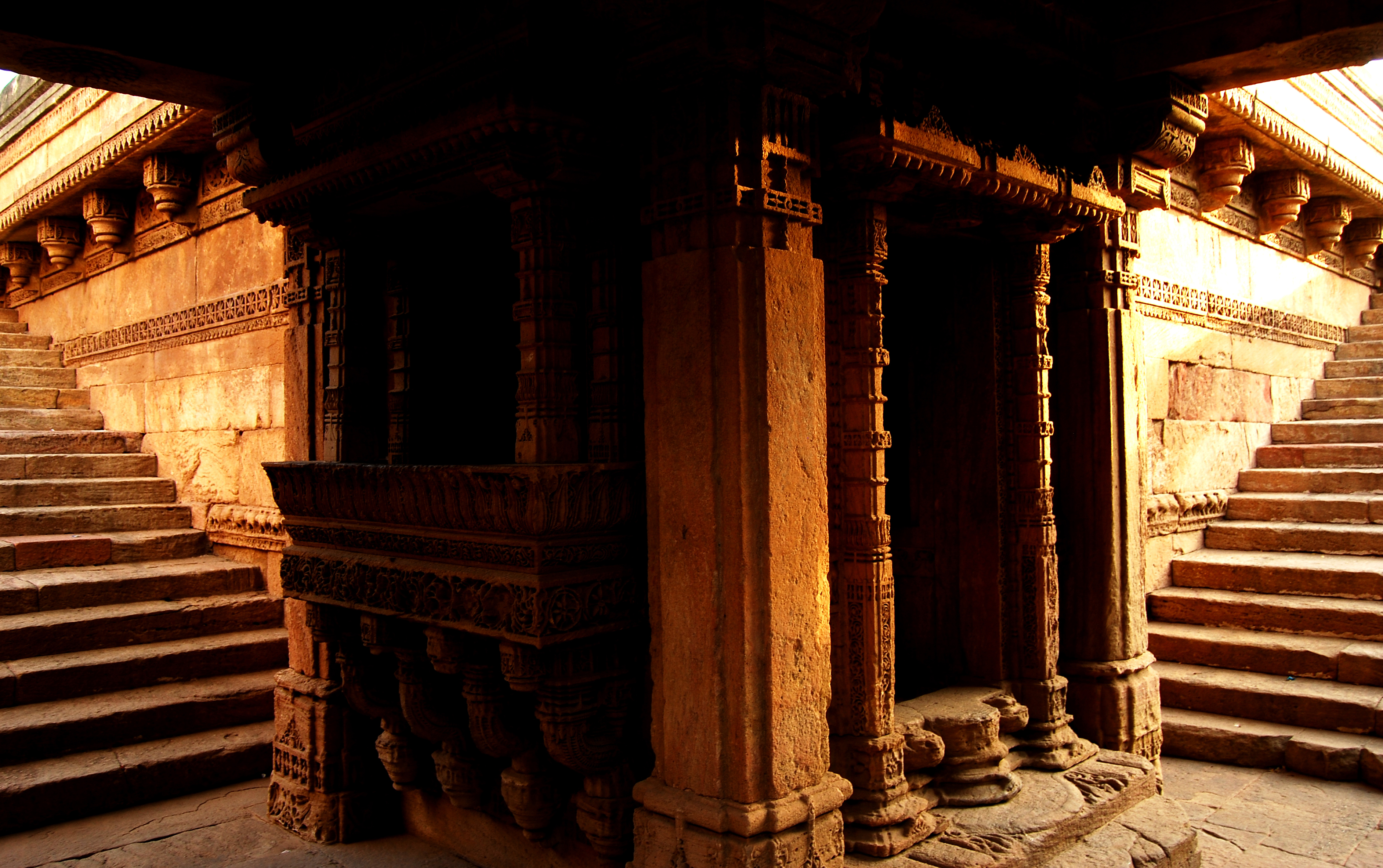
구자라트주 간디나가르 아달라지의 루다바이 계단식 우물 또는 아달라지 계단식 우물
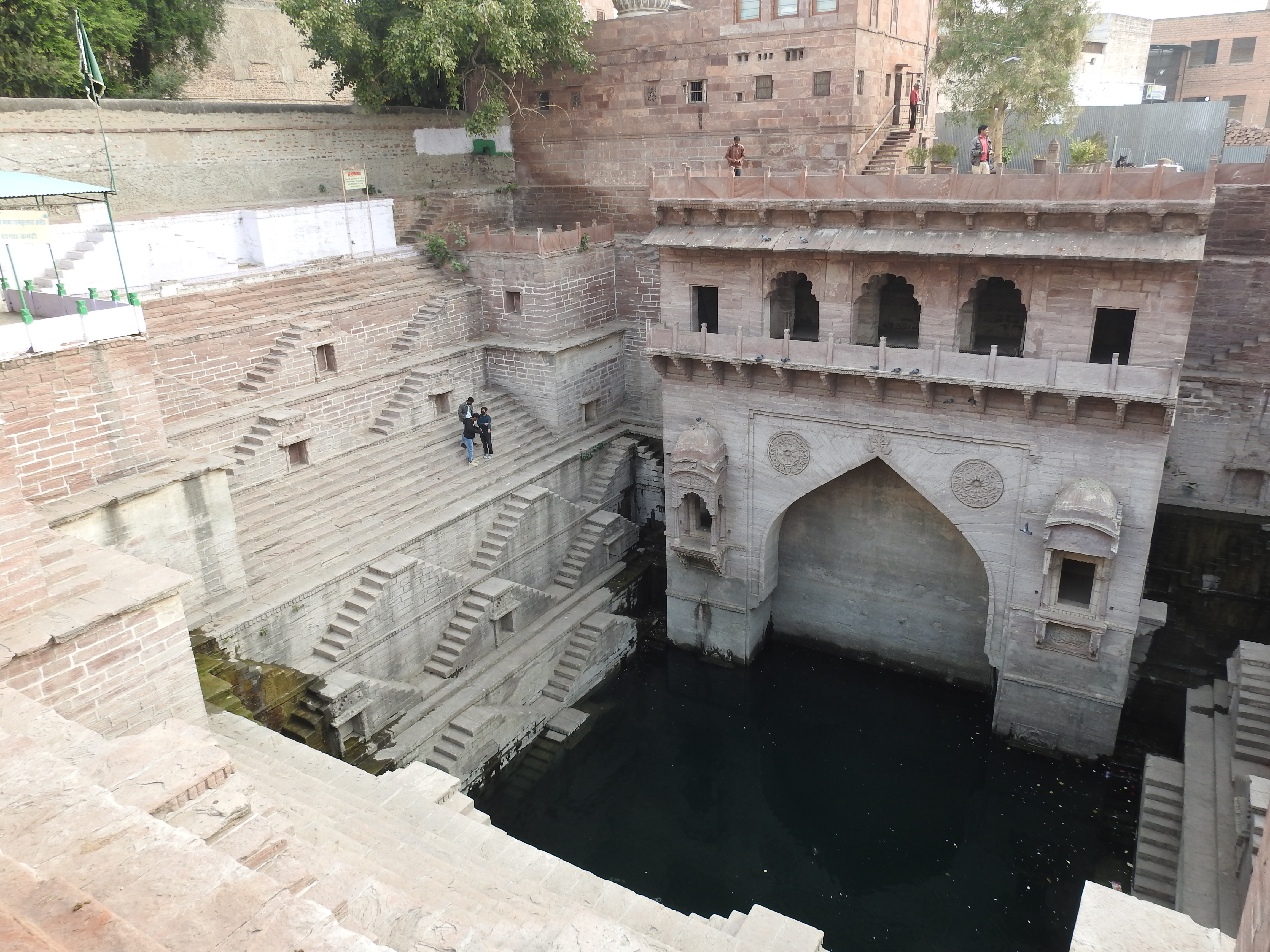
조드푸르의 계단식 우물 투르지 카 잘라
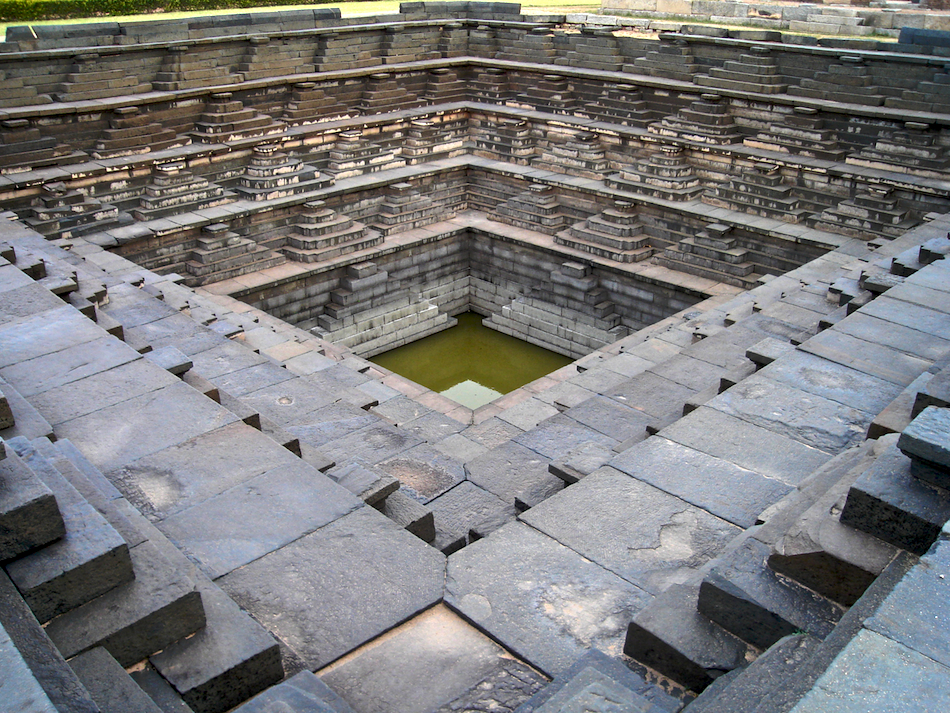
함피의 계단식 우물
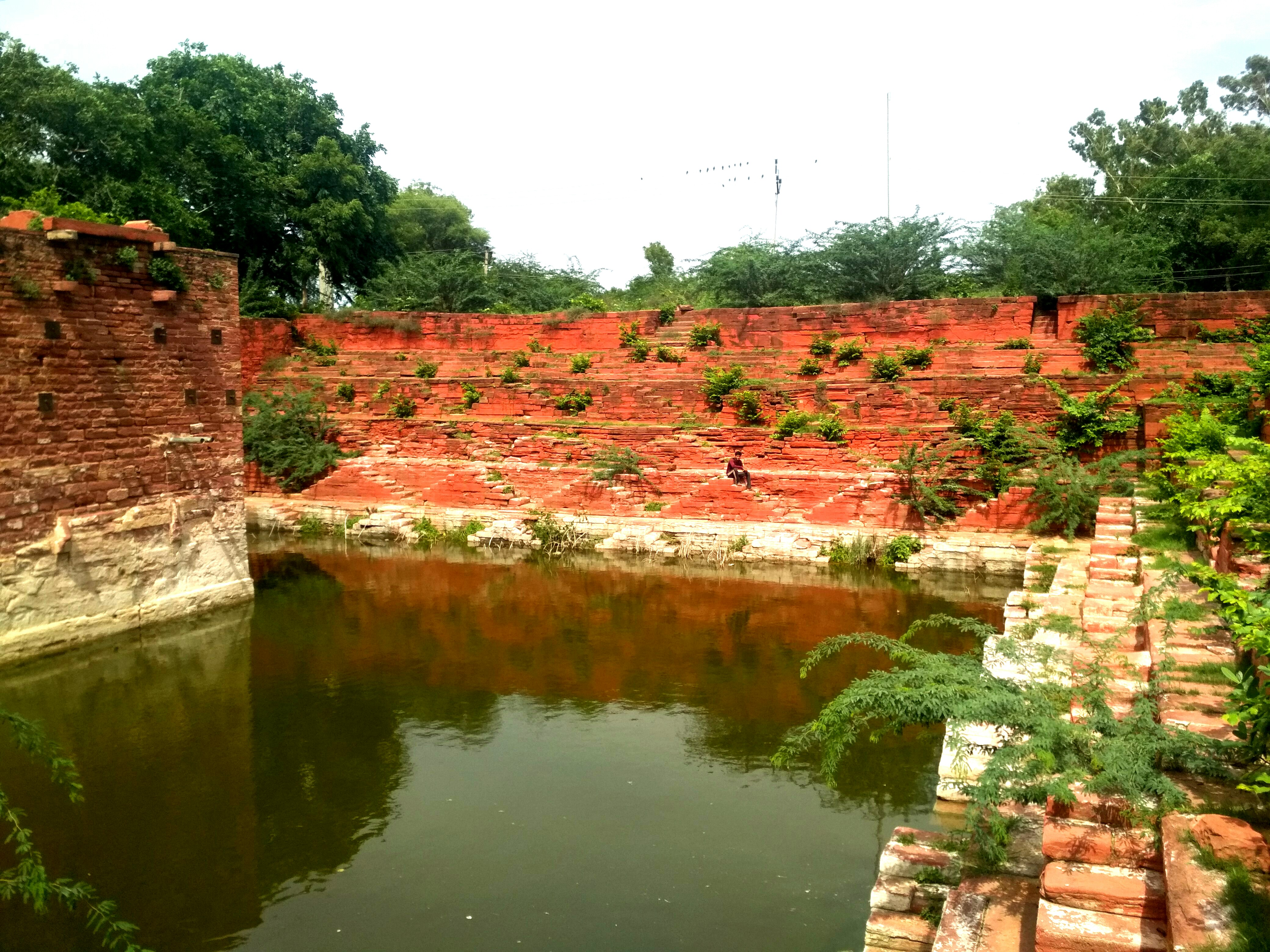
라자스탄주 힌다운의 자차 키 바오리

## 같이 보기
- 고대 인도
  - 인더스-사라스와티 계곡 문명의 상하수도 공급 및 위생
  - 구자라트 계단식 우물의 역사
- 인도의 수자원
- 조하드
- 둔게 다라
- 베슬 (구조물) - 인도 계단식 우물을 본떠 만든 것

## 참고 문헌
- 리마 후자: "자연 길들이기: 인도 수자원 관리의 수리학, 전통 지식 시스템 및 역사적 관점". infinityfoundation.com
- 리빙스턴, 모나 & 비치, 마일로 (2002). 물로 가는 길: 인도의 고대 계단식 우물. 프린스턴 건축 프레스. ISBN 1-56898-324-7.
- 비크람지트 싱 루프라이. 델리 유산: 톱 10 바올리스 (2019). 니요기 북스. ISBN 9-38913-611-3.
- 유타 자인 노이바워 구자라트의 계단식 우물: 예술사적 관점 (2001)
- 필립 데이비스, 인도의 기념물에 대한 펭귄 가이드, Vol II (런던: 바이킹, 1989)
- 크리스토퍼 태드겔, 인도 건축의 역사 (런던: 파이돈 프레스, 1990)
- 아빌라시 셰카와트, "구자라트의 계단식 우물." 인도의 초대. 2010. 웹. 2012년 3월 29일.<http://www.indiasinvitation.com/stepwells_of_gujarat/>.
- “인도 아대륙 건축 – 용어집”. Indoarch.org. 2003년 11월 21일에 원본 문서에서 보존된 문서. 2006년 12월 18일에 확인함.

## 추가 문헌
아즈미, 페자 타바숨. 인도 물 위기 해결에 도움을 주는 고대 계단식 우물, BBC